# Cowboys International
Cowboys International es un grupo británico de new wave y synth pop que logró algún éxito en 1979 y 1980, años en los que lanzó su aclamado álbum The Original Sin, y algunos sencillos. Su líder y cantante, Ken Lockie, formó el grupo a finales de la década de 1970 y la disolvió en 1980 para hacerse solista, pero la reformó en 2003, lanzando un segundo álbum en 2004, The Backwards Life of Romeo.  

## Historia
La banda primero se llamó The Quick Spurts. En 1979 lanzan The Original Sin, álbum conteniendo uso de sintetizadores. El material estuvo en el puesto 11 de los mejores álbumes de Melody Maker de 1979 junto con Off the Wall de Michael Jackson, London Calling de The Clash, Fear of Music de Talking Heads y Armed Forces de Elvis Costello.
La banda estuvo inicialmente formada por Ken Lockie en la voz, Rick Jacks en la guitarra, Jimmy Hughes en el bajo, Evan Charles en los teclados y Terry Chimes en la batería. Esta alineación lanza el álbum The Original Sin, el cual logra buenos puestos. Sin embargo, después de una gira, Rick Jacks se va con paradero desconocidos hasta ahora, Jimmy Hughes se marcha a la banda Depertament S y Chimes a Generation X, siendo reemplazados respectivamente en sus puestos por Marco Pirroni, Lee Robinson (músico con Boney M) y Paul Simon. Después de la salida de Pirroni entraría en su lugar Stevie Shears (previamente guitarrista de Ultravox).
Esta banda es casi un supergrupo debido a que casi todos sus miembros previamente habían estado en algún grupo reconocido o que había sacado alguna producción. Además de los mencionados miembros, también estuvieron Pete Jones, luego en Public Image Ltd. con Lockie, y Marco Pirroni, de Siouxsie And The Banshees y Adam & the Ants.
Siguiendo a la gira final y a la separación de Cowboys International a comienzos de los ochenta, Lockie se dedica a ser solista lanzando un sencillo y el álbum The Impossible, con la colaboración Shears y Simon, últimos miembros de la banda; al mismo tiempo colaboró y se integró temporalmente al grupo Simple Minds y Public Image Ltd. 
Shears por ese tiempo forma Faith Global y se aleja de Lockie, Keith Levene continuó con Public Image Ltd. hasta 1983 y ahora es solista, mientras que Chimes pasó a colaborar con Generation X, Hanoi Rocks y Black Sabbath y ahora ejerce de quiropráctico.
En 2003, Lockie reaparece con su banda y relanza su álbum junto con algunas rarezas y material de sencillos con el nombre de Revisited, y al año siguiente el grupo lanza The Backwards Life of Romeo.

## Discografía

### Álbumes
- The Original Sin (1979).
- The Original Sin Revisited (2003).
- The Backwards Life of Romeo (2004).

### Sencillos
- Thrash (1979).
- Aftermath (1979).
- Nothing Doing (1979).
- Today Today (1980).